# Laino Borgo
Laino Borgo é uma comuna italiana da região da Calábria, província de Cosenza, com cerca de 2 245 habitantes. Estende-se por uma área de 56 km², tendo uma densidade populacional de 40 hab/km². Faz fronteira com Aieta, Castelluccio Inferiore (PZ), Castelluccio Superiore (PZ), Laino Castello, Lauria (PZ), Rotonda (PZ), Tortora, Viggianello (PZ).

## Demografia
| Variação demográfica do município entre 1861 e 2011                               |
|                                                                                   |
| Fonte: Istituto Nazionale di Statistica (ISTAT) - Elaboração gráfica da Wikipedia |